# Гай пам'яті
«Гай пам'яті» — радянський художній фільм 1982 року, знятий режисером Учкун НазаровУчкун Назаров на кіностудії «Узбекфільм».

## Сюжет
Усю війну чекає на зустріч із сином старий Хусан-Ата, він сподівається і вірить, що той живий. Ось вже цілий рік він не отримує листів. Щодня йде старий на залізничний півстанок, куди прибувають поїзди з фронту, сподіваючись дізнатися про свого Мансура. Одного разу приходить похоронка, але листоноша Гулям не наважується передати цю скорботну звістку другу. Хлопець Хайдаралі, який допомагав Хусан-Аті у пошуках, домагається відправки на фронт. І тут старий починає отримувати листи. Закінчилась війна, а листи все йдуть. У них син повідомляє, що одружився, у нього народилася дитина. Батько їде до сина в далеку Ригу. Тут його зустрічає Хайдаралі зі своїм сином Мансуром — увесь цей час він надсилав листи, щоб підтримати стару людину.

## У ролях
- Шукур Бурханов — Хусан-Ата
- Абдульхайр Касимов — Мадумар, чайханник
- Гані Агзамов — Гулям, листоноша
- Сейдулла Молдаханов — Хайдаралі
- Х. Юлдашев — Шаріф, стрілочник
- Туті Юсупова — тітка Зебі
- Хамза Умаров — воєнком
- Шаїра Мадалієва — Санобар
- Мукамбар Рахімова — мама Хайдаралі
- Ріхсі Ібрахімова — мама Санобар
- М. Кадирова — роль другого плану
- Батур Халіков — міліціонер
- Валерій Кольцов — міліціонер
- Інесе Юр'яне — дружина Хайдаралі
- Ж. Абідов — роль другого плану
- Мансура Хамідова — селянка з козою
- І. Хажиєв — роль другого плану
- Володимир Володченко — роль другого плану
- Ю. Долгов — роль другого плану
- Володимир Мішаков — роль другого плану
- Володимир Дутов — роль другого плану
- Валентина Туманова — роль другого плану

## Знімальна група
- Режисер — Учкун Назаров
- Сценаристи — Борис Сааков, Ульмас Умарбеков
- Оператори — Нажміддін Гулямов, Хамідулла Хасанов
- Художник — Садріддін Зіямухамедов